# Talsperre Iwajlowgrad
Die Talsperre Iwajlowgrad ist eine Talsperre mit Wasserkraftwerk im Oblast Chaskowo, Bulgarien. Sie staut die Arda ungefähr 5 km vor der griechischen Grenze zu einem Stausee auf. Das zugehörige Kraftwerk hat eine installierte Leistung von 104 MW. Die Stadt Iwajlowgrad liegt ungefähr sechs Kilometer südlich der Talsperre.
Die Talsperre wurde von 1959 bis 1964 errichtet. Sie ist im Besitz der Nazionalna elektritscheska kompanija EAD (NEK EAD) und wird auch von NEK EAD betrieben.

## Absperrbauwerk
Das Absperrbauwerk ist eine Gewichtsstaumauer aus Beton mit einer Höhe von 73,09 m über der Gründungssohle. Die Länge der Mauerkrone beträgt 250 m. Die Mauerkrone liegt auf einer Höhe von 131 m über dem Meeresspiegel.
Die Staumauer verfügt sowohl über einen Grundablass als auch über eine Hochwasserentlastung mit sechs Toren. Über den Grundablass können maximal 270 m³/s abgeführt werden, über die Hochwasserentlastung maximal 5250 m³/s. Das Bemessungshochwasser liegt bei 7350 m³/s; die Wahrscheinlichkeit für das Auftreten dieses Ereignisses wurde mit einmal in 1000 Jahren bestimmt.

## Stausee
Beim normalen Stauziel von 120,20 m (max. 130,75 m bei Hochwasser) erstreckt sich der Stausee über eine Fläche von rund 15,2 km² und fasst 157 Mio. m³ Wasser. Das minimale Stauziel, bis zu dem die Stromerzeugung noch möglich ist, liegt bei 74,50 m.

## Kraftwerk
Das Kraftwerk befindet sich am Fuß der Talsperre in der Flussmitte. Es ging 1964 in Betrieb und dient zur Abdeckung der Spitzenlast. Das Kraftwerk verfügt über eine installierte Leistung von 104 MW. Die durchschnittliche Jahreserzeugung liegt bei 195 Mio. kWh. Die 4 Maschinen des Kraftwerks leisten jede maximal 21 MW. Die Fallhöhe beträgt 52 m.